# حسین قربان‌زاده
حسین قربان‌زاده (زاده ۱۳۵۸ در مشهد) روزنامه‌نگار و سیاستمدار اصول‌گرای ایرانی و عضو هیات بررسی و تطبیق مصوبات دولت با قوانین است و همچنین در حال حاضر به عنوان عضو هیئت مدیره شرکت صنایع پتروشیمی خلیج‌فارس فعالیت میکند.
وی پیش تر جانشین وزیر امور اقتصادی و دارایی از ۳۱ تیر ۱۴۰۲ تا ۳۱ مرداد ۱۴۰۳، رئیس کل سازمان خصوصی‌سازی و دبیرکل جمعیت پیشرفت و عدالت ایران اسلامی بوده‌است. وی همچنین مدیر مسئول همشهری و روزنامه محلی تهران امروز بود.